# تاكايوكي فوجيكاوا
تاكايوكي فوجيكاوا (باليابانية: 藤川 孝幸) (مواليد 10 أكتوبر 1962)، هو لاعب كرة قدم ياباني سابق كان يلعب كحارس مرمى.

## وصلات خارجية
- تاكايوكي فوجيكاوا على موقع رابطة كرة القدم اليابانية للمحترفين (اليابانية)
- تاكايوكي فوجيكاوا على موقع قاعدة بيانات كرة القدم.إي يو (الإنجليزية)
- تاكايوكي فوجيكاوا على موقع عالم كرة القدم.نت (الإنجليزية)